# Wierchomlanka
Wierchomlanka – potok, prawy dopływ Popradu. Ma źródła pod granią główną Pasma Jaworzyny w Beskidzie Sądeckim, na odcinku od Łabowskiej Hali po Runek (1082 m). Najwyżej położone źródło znajduje się na wysokości 940 m n.p.m. na południowo-zachodnich stokach Runka. Za źródłowy potok Wierchomlanki uznaje się Potasznię, opływającą od zachodniej strony wzniesienia Lembarczka (917 m) i Gaborówki (790 m). Poniżej południowych podnóży Gaborówki Potasznia łączy się z potokiem Mała Wierchomlanka, opływającym Lembarczek i Gaborówkę po wschodniej stronie. Od tego miejsca Potasznia spływa przez miejscowość Wierchomla Wielka w południowo-zachodnim kierunku. Po połączeniu się z Baranieckim Potokiem tworzy Wierchomlankę. Na wysokości ok. 393 m uchodzi do Popradu w miejscu o współrzędnych 49°24′09″N 20°45′11″E/49,402500 20,753056.
Wierchomlanka spływa głęboką doliną. Od zachodniej strony zbocza tej doliny tworzy Drapa (650 m) i Kiczora (806 m), od wschodniej grzbiet Rąbaniska (786 m). Z obydwu tych zboczy spływają potoki zasilające Wierchomlankę. Wierchomlanka zbiera również wody mineralne, które wypływają w kilku miejscach w Wierchomli Małej i Wielkiej. Jej koryto jest kamieniste i całkowicie uregulowane. Wzdłuż Wierchomlanki prowadzi szosa dochodząca aż do wyciągów narciarskich.

## Przypisy

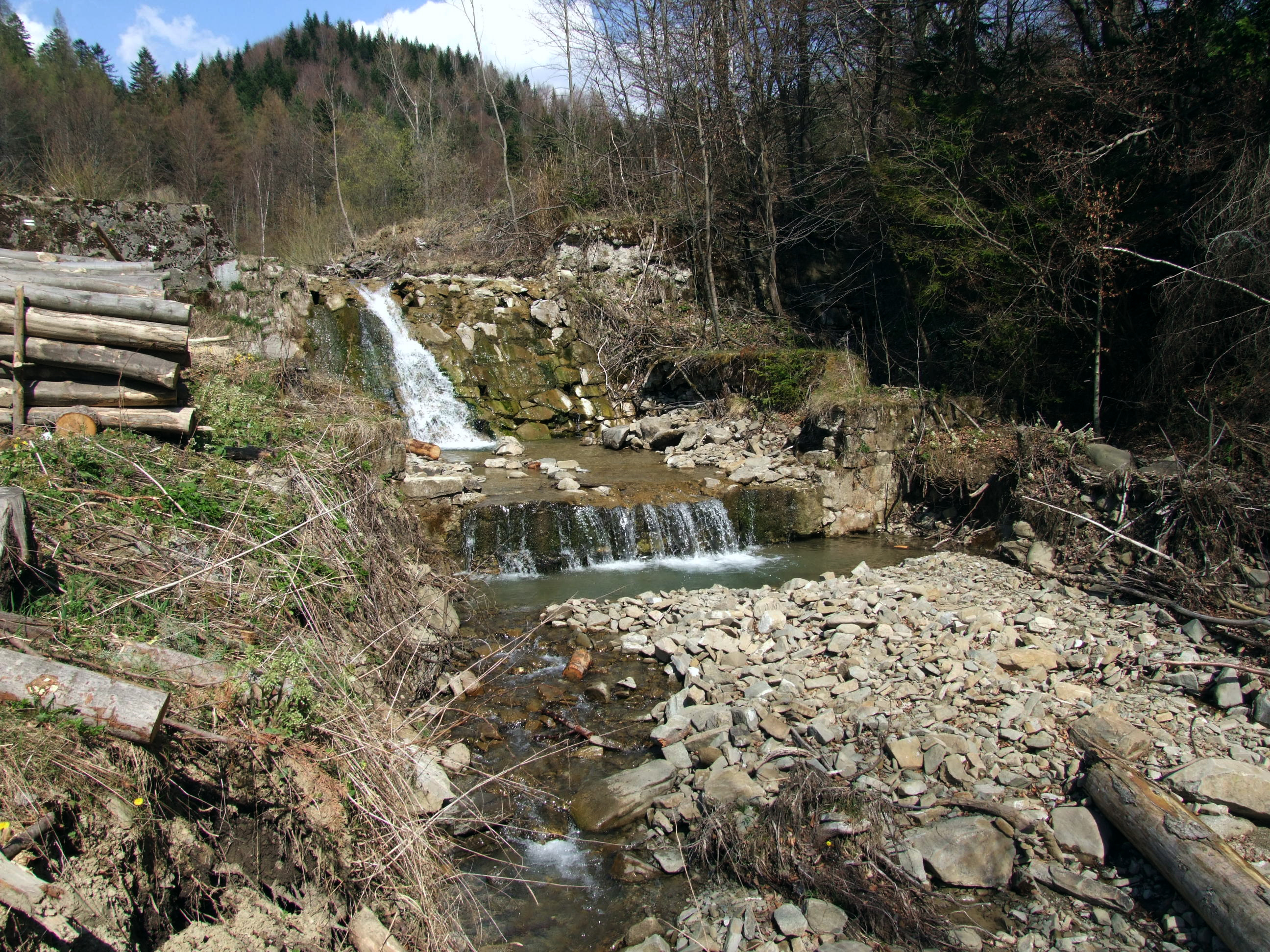
Wierchomlanka w Wierchomli Małej